# Im Schatten des Mörders
Im Schatten des Mörders ist ein spanischer Kriminalfilm von Jess Franco, dessen Handlung angeblich auf der Erzählung „The Cat and the Canary“ von Edgar Allan Poe basiert, die aber gar nicht existiert; tatsächlich handelt es sich dabei um ein Bühnenstück von John Willard. Seine Premiere erlebte der Film am 29. September 1974 auf dem Filmfestival in Sitges.

## Handlung
Einst hatten Jennings, Lady Cecilia Marion, Deborah Potts, Martha und Simon Tobias Lord Marion beseitigen lassen. Jennings nahm seine Stellung ein. Nach dem Mord am falschen Lord Marion fliegt der Schwindel auf, da zwei sich erheblich widersprechende Testamente auftauchen: Ein aktuelles und ein 20 Jahre altes vom richtigen Lord Marion.
Lord Marion hatte den Mordanschlag überlebt und rächt sich nun an seinen „Mördern“. Sie finden nacheinander den Tod, wie es im Buch „Die Apokalypse“ prophezeit wird: Der falsche Lord Marion wird lebendig begraben, Lady Cecilia Marion stirbt an einem Fels gekettet durch den Sturm, Deborah Potts wird verbrannt und Martha Tobias wird in einer Badewanne ermordet.

## Kritik
Lexikon des internationalen Films: Stereotyper Grusel-Schocker in Anlehnung an den Klassiker „The Cat and the Canary“.

## Sonstiges
Regisseur Jess Franco schrieb das Drehbuch unter dem Pseudonym James P. Johnson. Angeblich basiert der Plot auf einer Erzählung von Edgar Allan Poe, tatsächlich jedoch diente das Bühnenstück „The Cat and the Canary“ als Vorlage, das bereits 1927 von Paul Leni verfilmt wurde. Außerdem erwähnte Franco in einem Interview, dass eine Geschichte von Edgar Wallace ebenfalls als Grundlage für den Film diente.
Der Film wurde bereits im Jahr 1973 abgedreht.